# Le intermittenze della morte
Le intermittenze della morte è un romanzo di José Saramago scritto a Lisbona nel 2005.

## Trama
In un paese mai citato nessuno più muore perché la morte ha smesso di fare il suo lavoro; invece, appena fuori dal confine, la vita procede normalmente. L'avvenimento suscita nel popolo sentimenti di trionfo e felicità e per le strade avvengono manifestazioni di patriottismo, perché la continua ricerca dell'immortalità ha avuto termine. 
Superato l'impeto d'euforia, si manifestano i primi problemi: nelle agenzie di pompe funebri e nelle compagnie d'assicurazione restano senza lavoro migliaia di lavoratori e di imprenditori; alle case di riposo si continuerà a badare ad anziani sempre più vecchi ed in quantità sempre maggiori, nelle case e negli ospedali ci saranno persone in condizioni terribili, incapaci di guarire, ma ora anche di morire. Perfino le comunità religiose, fra cui la Chiesa, sono seriamente preoccupate per l'assenza della morte: infatti, senza lei non ci può essere resurrezione e senza resurrezione è difficile mantenere vivo il messaggio di salvezza eterna dell'anima.
In seguito, tuttavia, si scopre che basta portare il moribondo fuori dal confine per porre fine alle sue agonie, e così la mafia, anzi, "la maphia e i suoi maphiosi", come indicato nel libro, comincia ad organizzare viaggi, per far raggiungere la condizione di “caro deceduto”, con garantita sepoltura appena fuori dal territorio nazionale, senza che il governo, minacciato dai continui rinvenimenti d'agenti posti di guardia al confine ridotti in coma, possa fare qualcosa.
Questo scompiglio dura sette mesi, dopo i quali sarà la Morte stessa (o meglio l'essere superiore che si occupa della morte in quello specifico paese, con una missiva manoscritta in una busta di colore violetto indirizzata ai mezzi di comunicazione che supera ogni esame grafologico per individuarne l'autore, di cui si giunge solo a scoprire che si tratta di una scrittura femminile), ad annunciare la ripresa della sua normale produttività. In seguito altre lettere di colore violetto continuano ad arrivare nelle case dei rispettivi destinatari con il loro nefasto contenuto, che avvertiva i ricevitori della lettera che sarebbero morti in 8 giorni.
Una sola missiva non raggiunge il destinatario, un violoncellista, in quanto viene per ben tre volte rispedita al mittente. Così, la Morte, in forma di una donna di 36 o 37 anni, decide di consegnare personalmente la lettera al destinatario. Questa volta, però, vuole conoscere la sua prossima “vittima” e inizia a spiarlo. S'introduce, non vista, a casa sua, e va a sentirlo suonare. S'instaura quindi tra la Morte e il violoncellista un rapporto particolare, che porterà la Morte a innamorarsi dello stesso violoncellista e rinunciare alla sua missione. Dopo aver suonato per lei la sesta Suite per violoncello solo di Bach i due trascorrono una notte d'amore, in seguito alla quale la Morte, per la prima volta nella storia, si addormenta. E il giorno dopo non morì nessuno.

## Analisi
Il libro, come afferma l'autore, non è una riflessione filosofica sulla vita e neanche una “meditazione metafisica” sulla morte. È una situazione assurda espressa con un tono ironico e sarcastico, possibile grazie all'abilità dello scrittore, che dà giudizi severi sulla politica, sulla Chiesa e anche sull'uomo contemporaneo che, nonostante il suo trionfo sulla natura, senza la presenza della morte, riscopre tutta la sua fragilità. L'autore chiede di sospendere per un attimo il comune senso di realtà, inserire un aspetto nuovo, impossibile, assurdo e semplicemente di credervi. Tutto prenderà così senso e ogni cosa sarà perfettamente coerente e ovvia in un panorama dove ci sono personaggi legati insieme dall'unica paradossale situazione dell'assenza della morte presi a progettare e a filosofeggiare sulla nuova e anomala realtà. La protagonista assoluta è la morte che assume forme di donna intenzionata a conoscere da vicino il violoncellista, legata alle vicende umane, non astratta, impersonale, e invincibile. Il narratore eterodiegetico raccoglie opinioni e commenti dell'autore.

## Adattamento
La band musicale Legittimo Brigantaggio ha tratto un brano dal titolo La lettera viola ispirato al romanzo e contenuto nell'album Liberamente tratto....
La band Ucraina Jinjer, nel suo ultimo LP Macro, pubblicato da Napalm Records nel 2019, si è ispirata al romanzo per comporre il brano Pausing Death.

## Edizioni italiane
- José Saramago, Le intermittenze della morte, traduzione di Rita Desti, collana "Super ET", Torino, Einaudi, 2005,  p. 205, ISBN 978-88-06-18487-2.
- José Saramago, Le intermittenze della morte, stessa traduzione, collana "UEF" n. 2347, Milano, Feltrinelli, 2012, ISBN 978-88-07-72347-6.